# Plattenhöhe (Schwarzwald)
Der Plattenhöhe ist eine Waldkuppe im Mittleren Schwarzwald südwestlich von Obersimonswald, Gemeinde Simonswald im Landkreis Emmendingen in Baden-Württemberg. Südwestlich befindet sich der Plattenhof mit fünf Gebäuden. Im Süden liegt der Plattensee. Im Norden befindet sich der Hornkopf mit 1121 m Höhe.